# Gallicarosor
Gallicarosor, eller provinsrosor (Rosa Gallica-gruppen) är en grupp av rosor. De har alla sitt ursprung i  arten provinsros (Rosa gallica) och kan vara mutationer av den rena arten eller, mer eller mindre, komplexa hybrider med andra arter. 
De första kom till Europa med korsriddarna från Jerusalem. I Mindre Asien har de varit kända sedan 1100-talet f.Kr. 
När de kom till Europa odlades de först i klosterträdgårdar. Sorten 'Officinalis', apotekarrosen, användes i medicinskt syfte mot bland annat magbesvär och huvudvärk, men framför allt för att utvinna rosenolja.
På 1600-talet kom rosförädlingen i västvärlden igång, och det var främst Gallicarosen som användes. Namnet Gallica har växten fått av Linné.
Växtsättet är upprätt och Gruppen klassas som buskrosor och blir ca 100–170 cm höga. Blommorna vanligen fyllda eller halvfyllda. Färgskalan är vanligen rosa till purpurrött och endast i sällsynta fall vitt. Det finns även äldre sorter med flerfärgade eller strimmiga kronblad, till exempel polkagrisrosen, 'Rosa Mundi' (syn. 'Versicolor').  De är alla engångsblommande. 

## Sorter
- 'Adèle Prévost'

- 'Agathe Fatime'
- 'Agathe Incarnata'
- 'Aimable Amie'
- 'Aimable Rouge'
- 'Alain Blanchard'
- 'Ambroise Paré'
- AMITIÉ
- 'Anaïs Ségalas'
- 'Antonia d'Ormois'
- 'Assemblage des Beautés'
- 'Belle de Crécy'
- 'Belle des Jardins'
- 'Belle Doria'
- 'Belle Isis'
- 'Belle sans Flatterie'
- BLANCHE SIMPLE
- 'Camaieux'
- 'Cardinal de Richelieu'
- 'Charles de Mills'
- 'Complicata'
- 'Comtesse de Lacépède'
- 'Conditorum'
- 'Cosimo Ridolfi'
- 'Cramoisi Picoté'
- 'd'Aguesseau'
- 'Duc de Fitzjames'
- 'Duc de Guiche'
- 'Duchesse d'Angoulême'
- 'Duchesse de Berry'
- 'Duchesse de Buccleugh'
- 'Duchesse de Montebello'
- 'Georges Vibert'
- 'Gil Blas'
- 'Gloire de France'
- 'Gloire des Jardins'
- 'Hippolyte'
- 'Hypacia'
- 'James Mason'
- 'Jenny Duval'
- KEAN
- 'Le Rosier Evêque'
- 'Louis van Till'
- 'Mécène'
- 'Narcisse de Salvandy'
- 'Oeillet Flamand'
- 'Oeillet Parfait'
- 'Officinalis' 	(apotekarros)
- 'Ombrée Parfaite'
- 'Ornament de la Nature'
- 'Orpheline de Juillet'
- 'Perle des Panachées'
- 'Pompon Panachée'
- 'Président de Sèze'
- 'Président Dutailly'
- 'Prince Frederick'
- 'Pumila'
- 'Robert le Diable'
- 'Rosa Mundi' 	(polkagrisros)
- 'Rose du Maître d'École'
- 'Royal Marbrée'
- SISSINGHURST CASTLE
- 'Surpasse Tout'
- 'Tricolore de Flandre'
- 'Turenne'
- 'Tuscany'
- 'Tuscany Superb'
- 'Ville de Londres'
- VIOLACEA ('La Belle Sultane')